# ماندالی
ماندالی 
(به برمه‌ای: မန္တလေး) یک شهر در میانمار است که در ناحیه ماندلی واقع شده است.

## خصوصیات
ماندالی ۱۶۳٫۸۴ کیلومترمربع مساحت و ۱٬۲۲۵٬۱۳۳ نفر جمعیت دارد و ۲۲ متر بالاتر از سطح دریا واقع شده است.

## نگارخانه

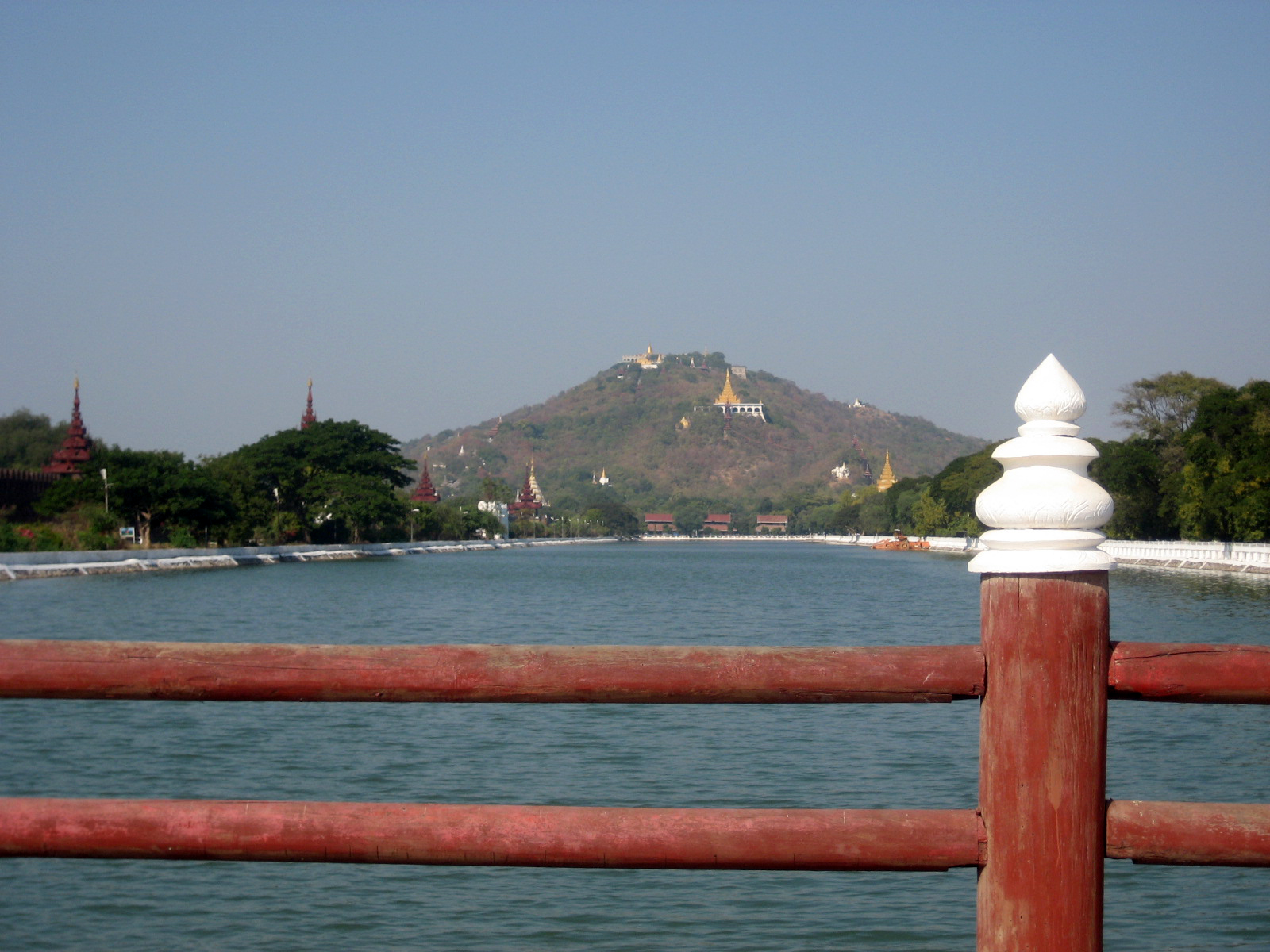
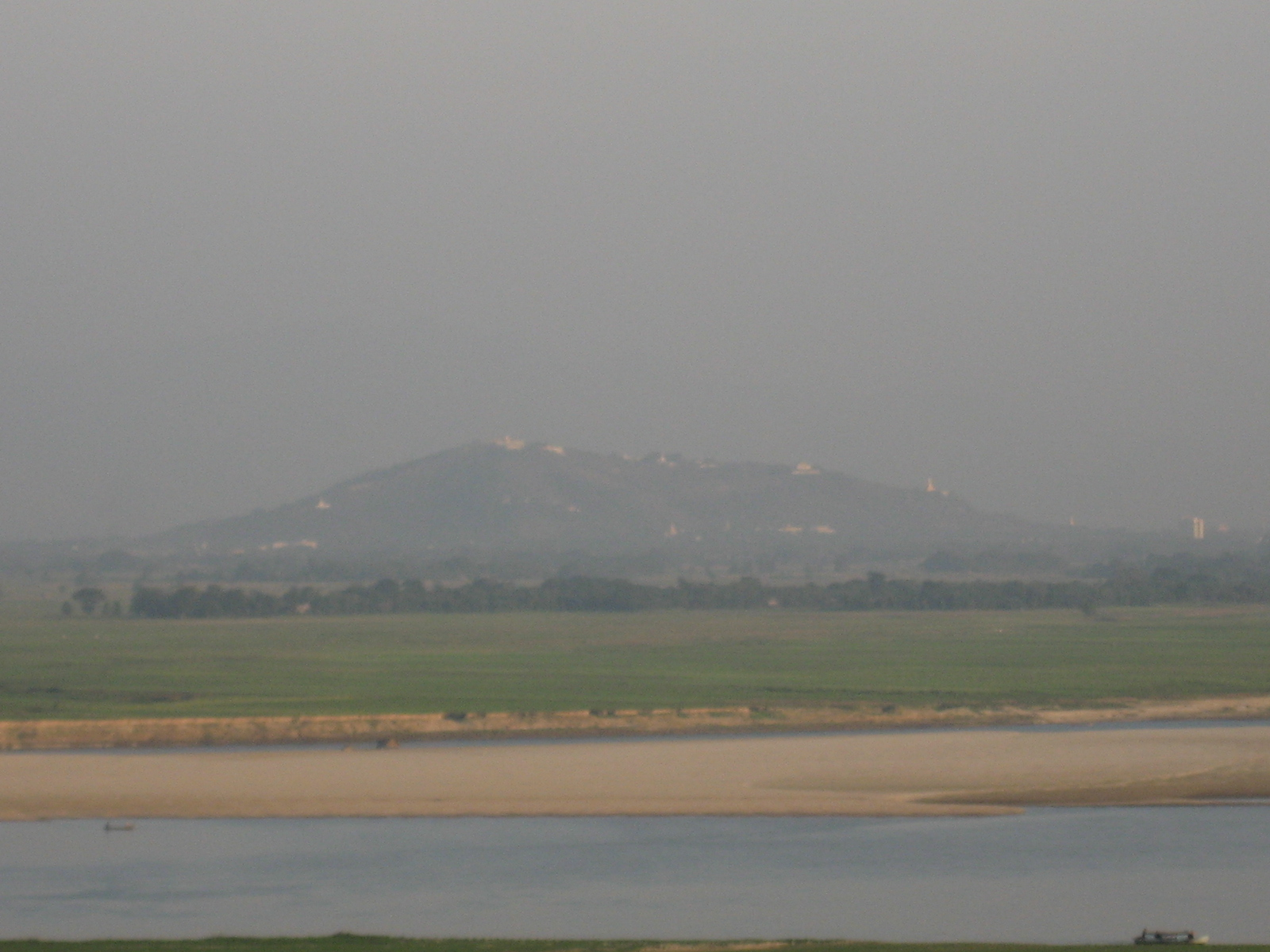
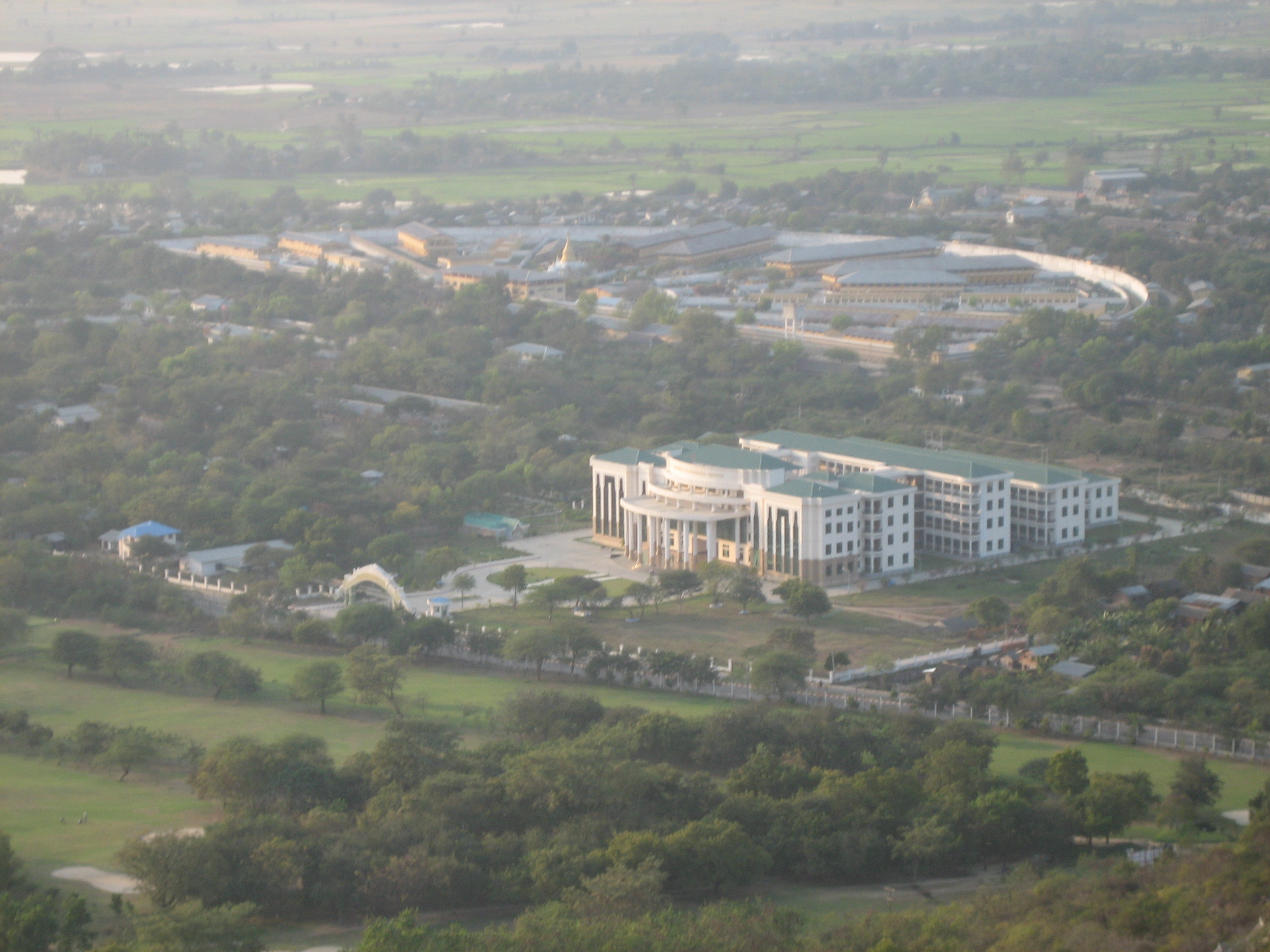
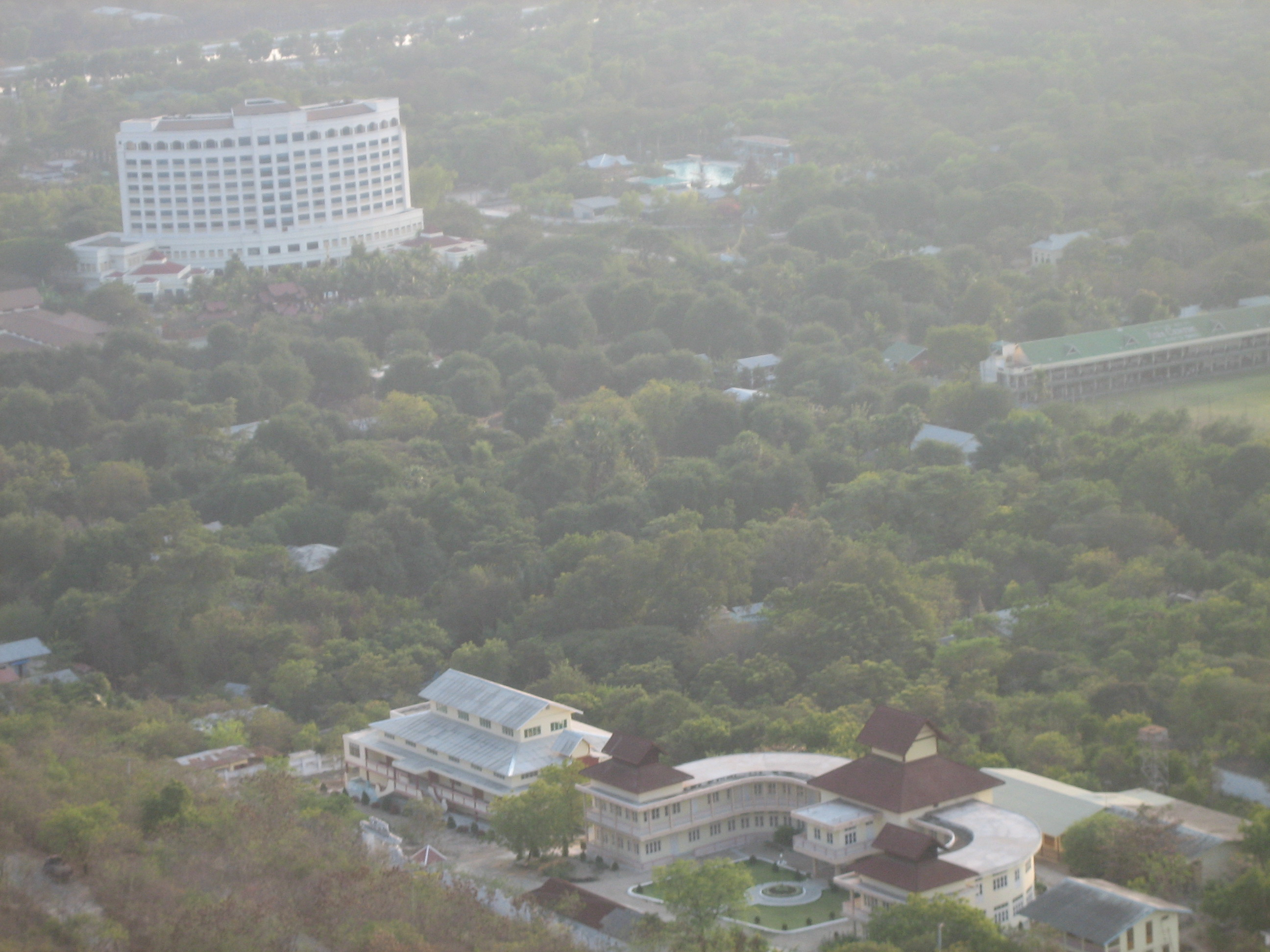
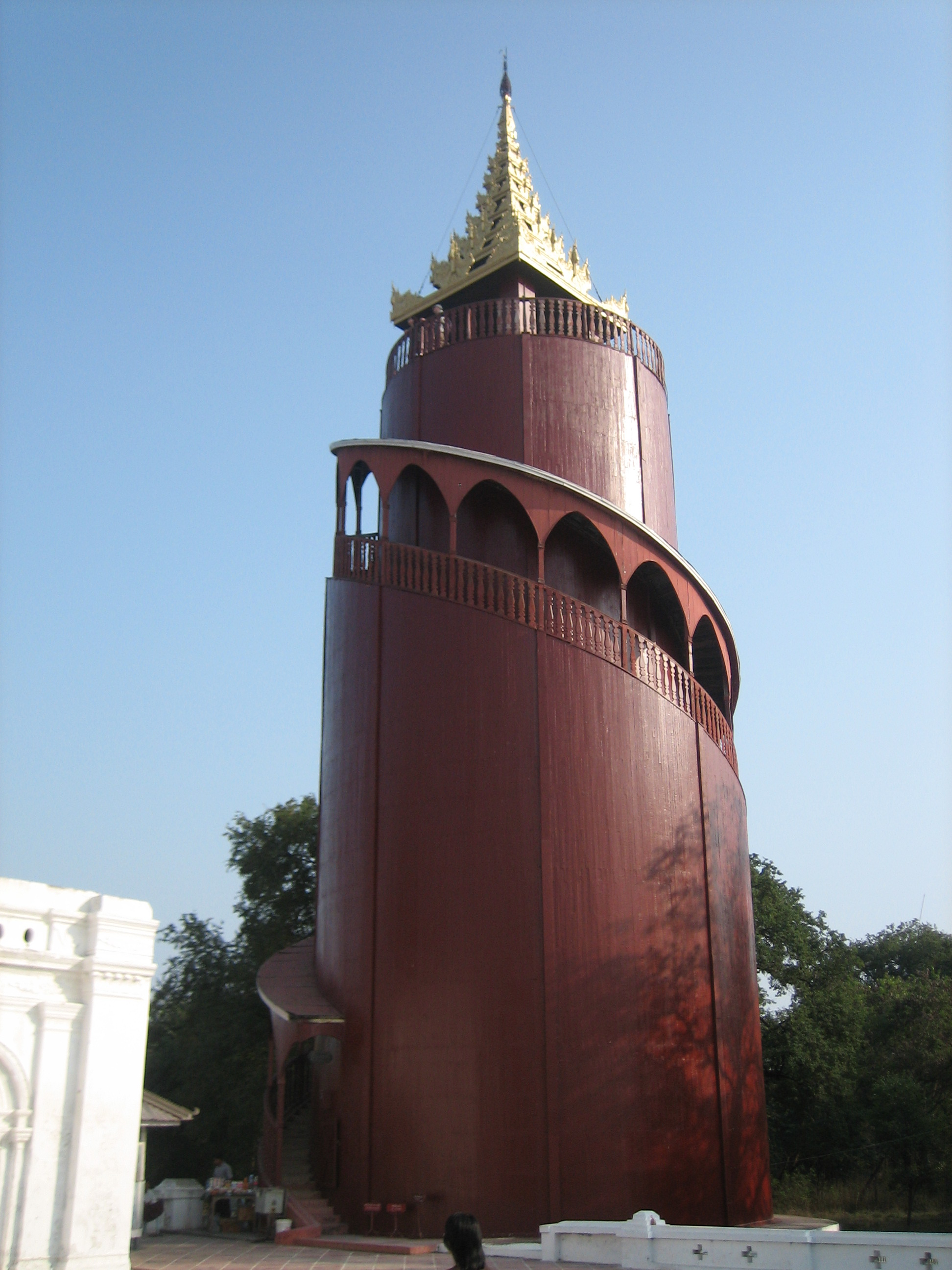
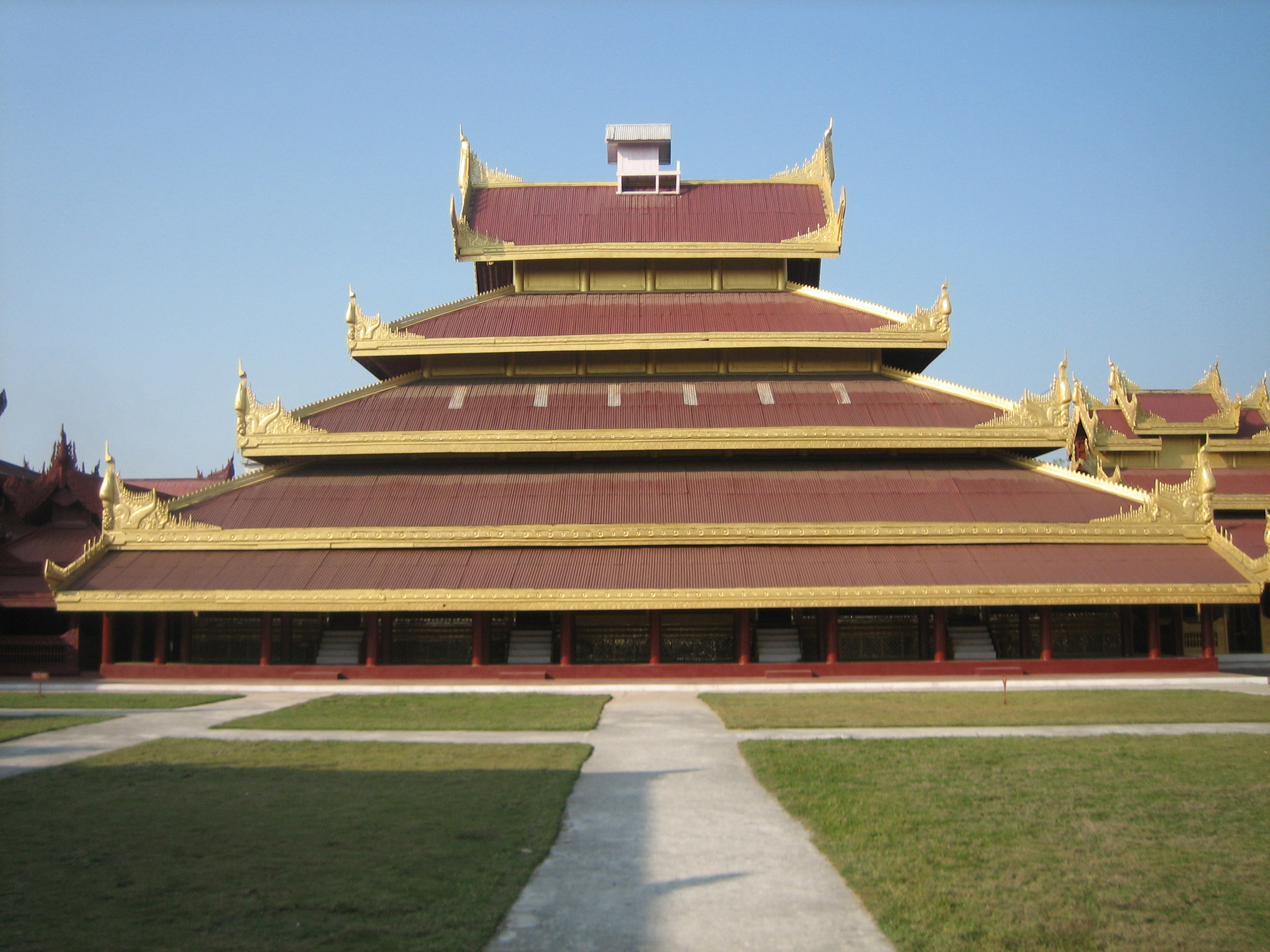
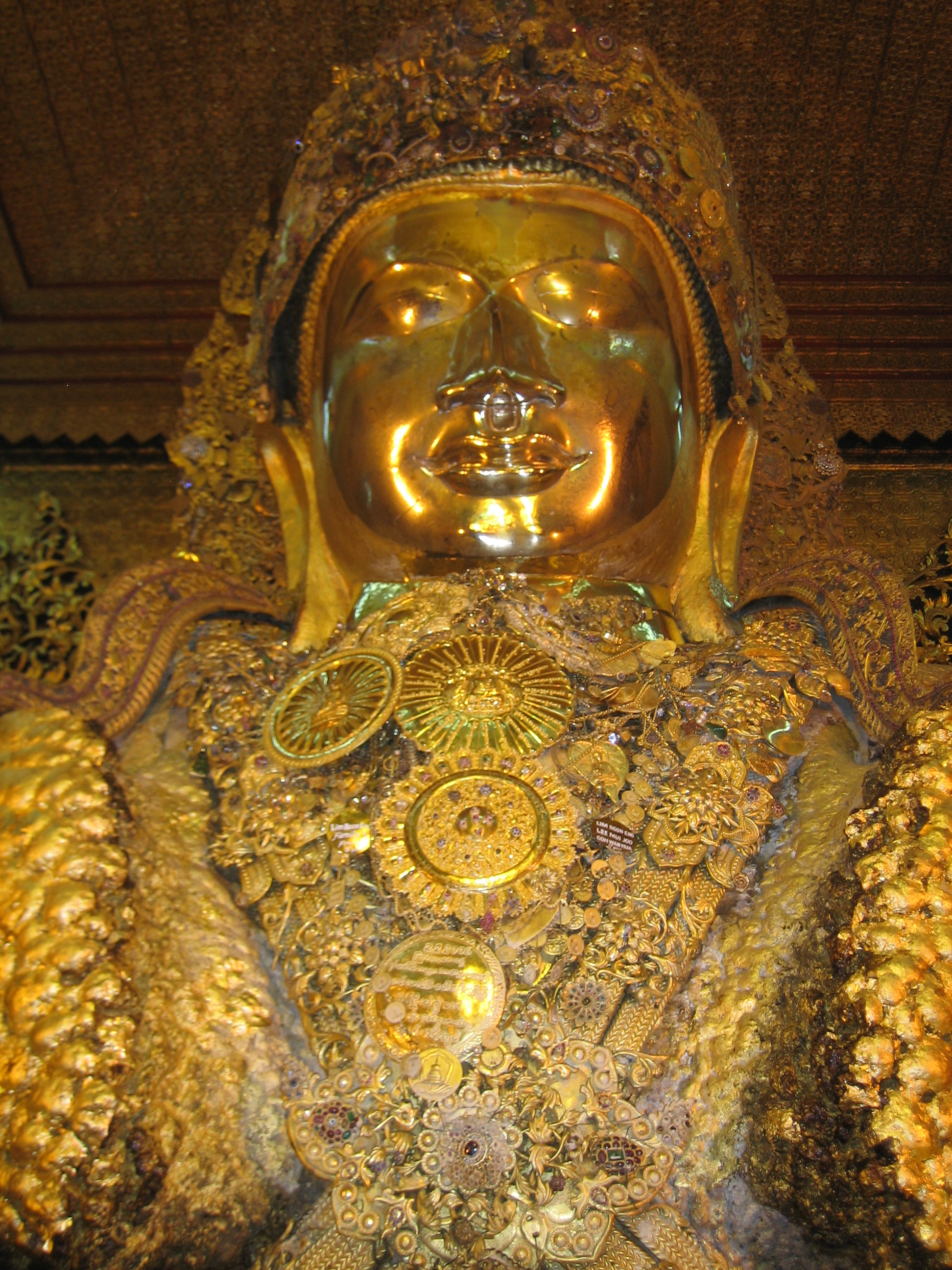
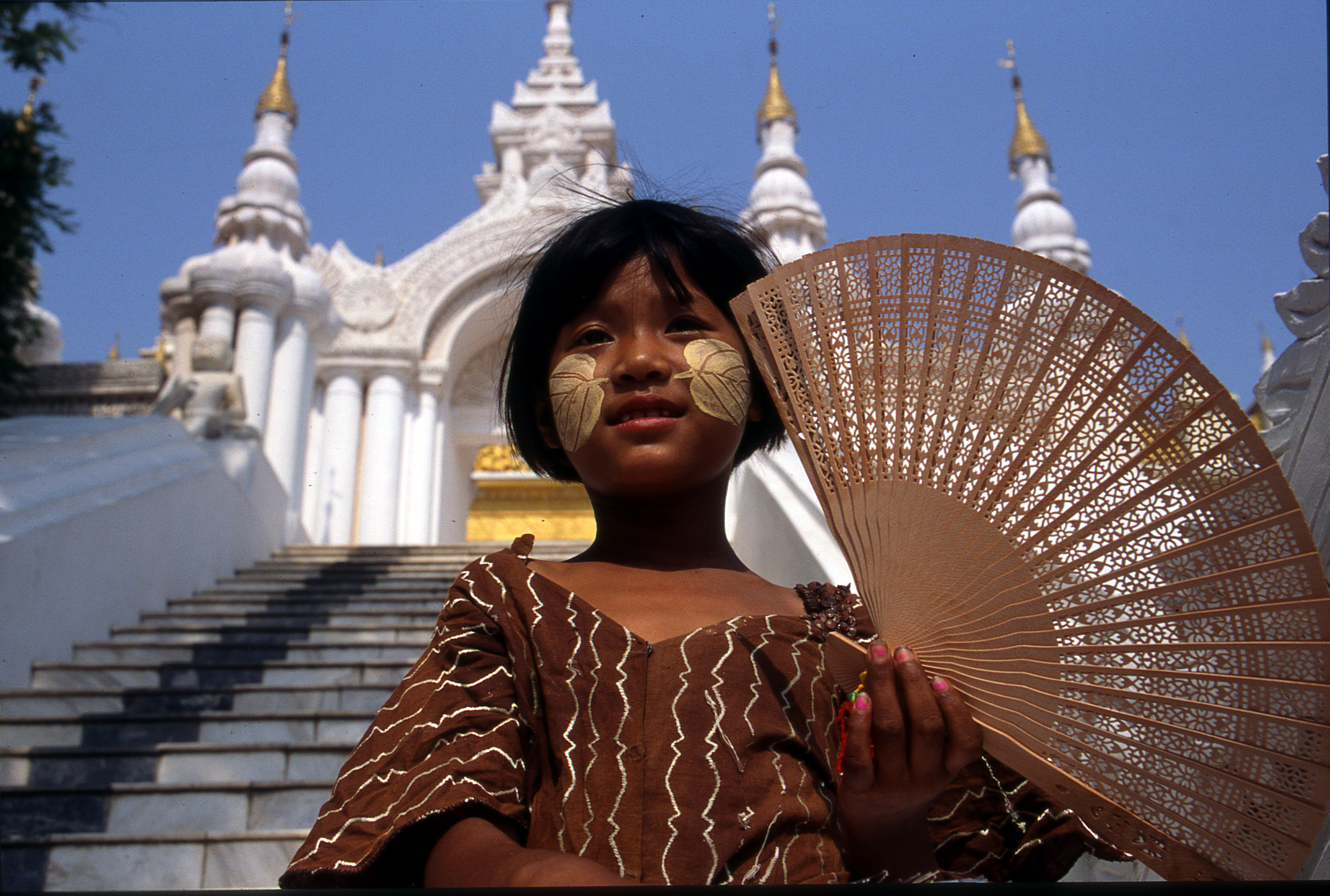
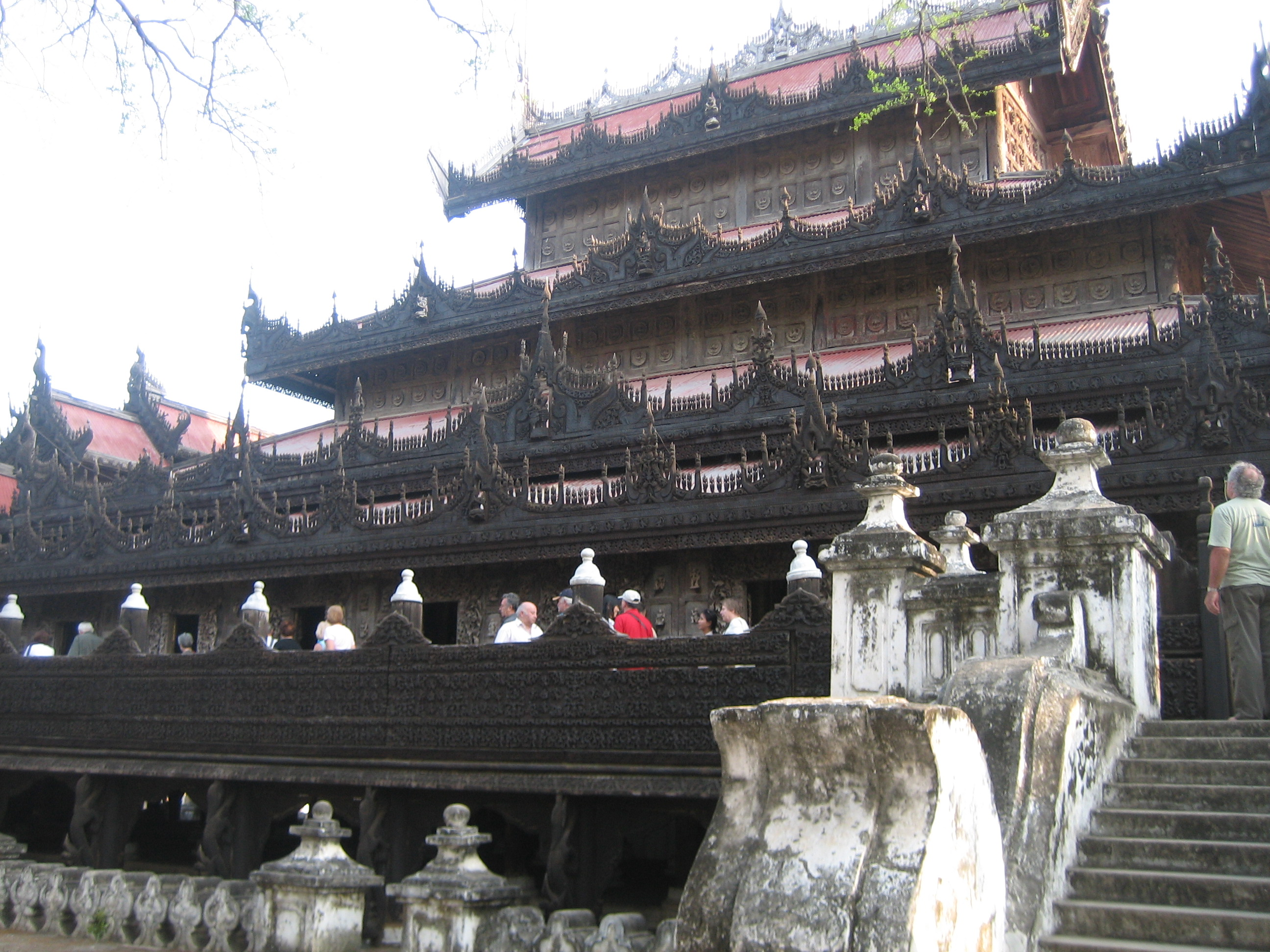
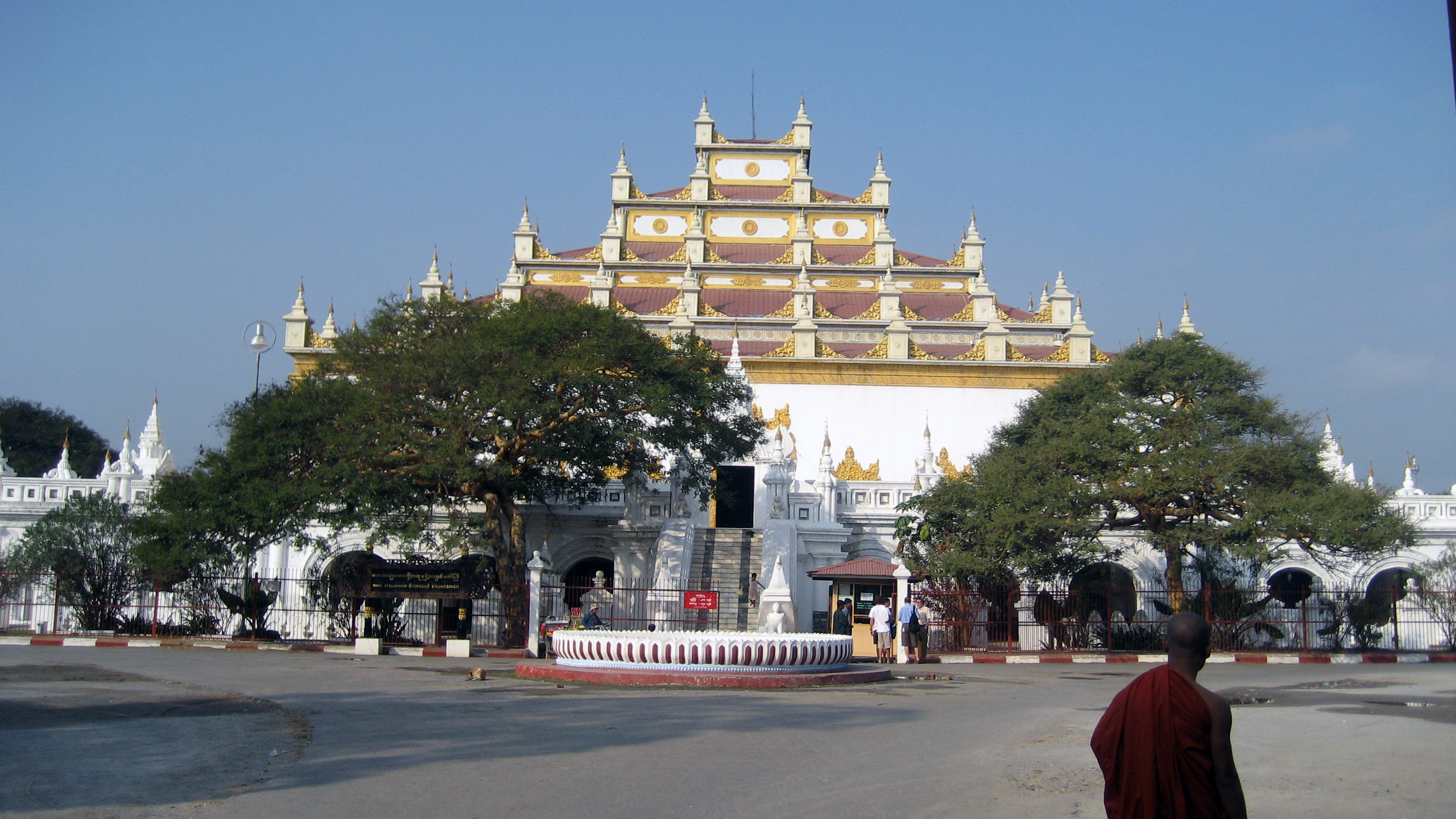
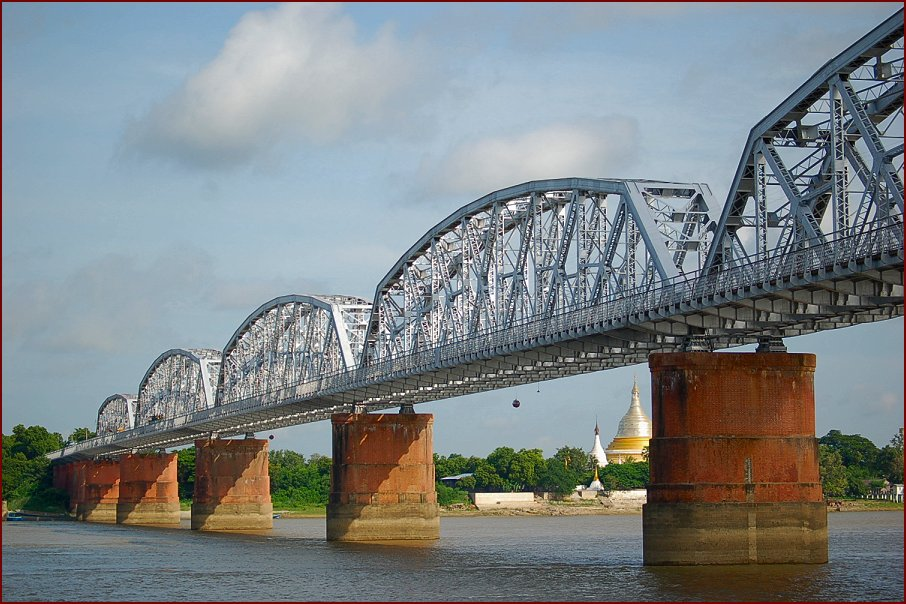